# Иво Баљкас
Иво Баљкас (1892 — 1977), новинар, публициста, учесник Првог светског рата, Народноослободилачке борбе и политички радник.

## Биографија
Иво Баљкас рођен је 28. маја 1892. године у Шибенику. Основну школу полазио је у родном граду, али 1906. године прекида школовање и запошљава се у адвокатској канцеларији И. Крстеља.
Прихвативши социјалдемократске идеје, организује у Шибенику Савез међу радницима. Од 1912. године је у редакцији „Црвеног барјака“, за време његова излажења у Шибенику. Од 1914. до 1917. године био је интернисан, а затим позван у војску.
Након завршетка рата одлази у Сплит, где ради на укључивању Социјалдемократске странке Далмације у Социјалистичку радничку партију Југославије (комуниста).
На Другом конгресу КПЈ у Вуковару 1920. године, изабран је у Централно партијско веће Комунистичке партије Југославије из партијског руководства за Далмацију. Убрзо након тога протеран је из Сплита у Шибеник, а италијанске власти га интернишу на Жирју до лета 1921. године.
Године 1922. изабран је за политичког секретара Покрајинског секретаријата КПЈ за Далмацију. Средином јануара 1923. године присуствовао је оснивању легалне Независне радничке партије Југославије у Београду, где је изабран у Централно партијско веће. Враћа се у Далмацију потичући оснивање организација и већа НРПЈ у Шибенику, Водицама, Првићу, итд. Био је и носилац изборне листе НРПЈ сплитског котара на изборима за Народну скупштину. Следеће године изабран је у Земаљско веће НРПЈ, а 1925. године постаје њен секретар за загребачку област.
На Трећем конгресу КПЈ у Бечу 1926. године, био је делегат, те је опет изабран за члана Централног комитета КПЈ. Године 1929. емигрирао је у Аргентину, одакле се враћа у Сплит и опет улази у Покрајински комитет за Далмацију. Од 1941. до капитулације Италије у септембру 1943. године, био је интернисан у логору „Ариана Ирпина“, након чега се придружује Народноослободилачком покрету.
После рата радио је у новинству. Био је главни уредник „Народног листа“ и „Слободне Далмације“, те лектор у „Вјеснику у сриједу“.
Умро је 14. марта 1977. године у Загребу. Сахрањен је на загребачком гробљу Мирогој.

### Фракционашка делатност
Баљкас је 1920. године уз Вицка Јеласку и Иву Марића био један од лидера „леве фракције“ у Далмацији. За време избора 1927. године, због пристајања на сарадњу с другим политичким странкама, био је партијски кажњен.
На седници средином марта 1939. године, Централни комитет КПЈ уз сагласност Коминтерне искључује Баљкаса, заједно са Јеласком и Марићем из КПЈ, јер су били носиоци фракционаштва у Далмацији, супротстављајући се политичком правцу новог руководства КПЈ на челу с Јосипом Брозом.

### Публицистички рад
Баљкас се бавио и публицистичким радом. Године 1919. заједно са К. Брајером и В. Матачићем покреће „Црвени вијак“, а у мају исте године постао је одговорни уредник сплитског „Ослобођења“, које је издавао све до краја 1920. године. Године 1923. уређује шибенске новине „Фабрика и њива“, лист за социјалистичку и политичку науку, а у пролеће 1925. године постаје уредник „Борбе“, органа НРПЈ.
Издавао је прилоге и чланке у многим периодицима: „Радничке новине“ (1918), „Ослобођење“ (1919, 1920), „Борба, социјалистички календар“ (1920), „Радничко јединство“ (1922), „Борба“ (Загреб 1923, 1924), „Радник“ (1923), „Хрватска ријеч“ (Сплит 1924), „Оковани радник“ (1924), „Радничка борба“ (1924, 1925), „Јадранска пошта“ (1927, 1928), „Организовани радник“ (1928), „Раднички одјек“ (1928), „Књижевник“ (1936), „Култура“ (1937, 1938), „Пучки календар“ (1937), „Нова Европа“ (1938).
Од 1. марта 1928. године издаје и уређује лист „Раднички одјек“, све док није био забрањен 15. септембра исте године. Углавном је сарађивао у радничкој штампи, посебно пишући о Радничкој комори у Сплиту, тежачком питању, те водећи полемике са С. Бућом и Антом Цилигом, након што се дотични вратио из Совјетског Савеза.
Нека његова дела су:
- „О обласном прорачуну сплитске области за годину 1927.“. Загреб, 1927.
- „Агенти буржоазије у радничким установама“. Сплит, 1928.